# Entreprise citoyenne
Le concept d'entreprise « citoyenne »  renvoie tant à un type d’entreprise – en partie utopique- qui entend mettre l’intérêt de la Société (au sens large) au même niveau que son intérêt propre qu’à un courant de pensée qui envisage l’entreprise comme un acteur politique ayant un rôle légitime à jouer au-delà de la sphère économique et financière.
Dans sa première acception, la notion implique une prise en compte effective des dimensions sociales et environnementales de la RSE dans un souci de respect de l’intérêt général et de prise en charge du bien commun.
Dans sa seconde acception, le courant de l’entreprise citoyenne vient légitimer, avec le secours d’une personnification et d’une « métaphore anthropomorphique », le statut de citoyen politique de l’entreprise, occultant ainsi son rôle prépondérant dans la structuration des rapports sociaux tel que souligné par la perspective institutionnaliste.  

## Enjeux ouverts par l'entreprise citoyenne
L'entreprise citoyenne montre, par son fonctionnement concret et quotidien, que les finalités économiques et sociales ne sont pas incompatibles. Le terme « entreprise citoyenne » n'a pas de fondement normatif ou légal. Aucune obligation de contrôle n'est prévue. L'entreprise « citoyenne » s'attribue elle-même ce qualificatif par le fait  :
- qu'elle s'implique activement dans la vie de la cité, favorise les coopérations entre organisations complémentaires : par exemple, l'entreprise citoyenne joue un rôle sur le plan éducatif en n'hésitant pas à s'ouvrir vers les écoles, employer des stagiaires et des apprentis en alternance, qu'elle rémunère de manière décente.
- qu'elle considère la palette des différents rôles (économiques, sociaux, environnementaux et culturels) dont découlent ses responsabilités dans l'intérêt général de tous (sociétés et particuliers).
- qu'elle valorise la personne humaine comme fin et pas seulement comme moyen
- qu'elle assure la cohésion de l'ensemble par un projet, une vision commune à long terme.

## Fonctionnement de l'entreprise citoyenne
Les principes de fonctionnement traditionnels des organisations sont revisités et rénovés dans le cadre d'une perspective plus "démocratique":
- Organisation de l'équilibre des droits et devoirs, des pouvoirs et contre-pouvoirs
- Développement de la gouvernance d'entreprise au travers de directions plus collégiales
- Vocation du personnel à participer à la prise de décision et au capital
- Remplacement du lien de subordination par une collaboration entre sphères personnelles ou collectives de compétences
- Promotion de la représentation du personnel via des institutions plus représentatives.

## Vers un renouveau éthique?

### Le besoin d'éthique dans les affaires
De nombreux facteurs poussent à développer l'éthique dans les domaines professionnels :
- La puissance comme la finesse des techniques modernes de management et de communication : elles peuvent servir à « cibler » un individu, un collectif ou un public de masse.
- L'exploitation de la faiblesse individuelle : les techniques modernes de management et de communication peuvent être employées pour manipuler les personnes.
- La conduite agressive des politiques en matière de concurrence : elle peut occasionner des dégâts dont les conséquences à moyen et/ou long terme ne sont pas toujours correctement évaluées.
- Les relations envisagées selon des modèles « top-down » ou « en étoile » : elles sont désormais supplantées par les relations maillées en réseaux.
- La promotion de l'individualisme et de la « loi du plus fort » : caractéristique répandue dans les représentations idéologiques contemporaines.

### Un nouveau projet pour la Société?
Dans son ouvrage L'économie citoyenne : un mouvement a vu le jour, l'écrivain Christian Felber, membre d'Attac et figure emblématique de l'altermondialisme plaide pour ce type d'entreprise qui doit, selon lui, déboucher sur un nouveau modèle économique : celui de l'économie citoyenne.
Celle-ci est selon l'auteur susceptible de dépasser le capitalisme sans pour autant dériver vers une planification étatique oppressante telle que celle de l'URSS. C'est une nouvelle économie qui doit s'appuyer sur des valeurs humaines essentielles telles que la confiance, l'entraide, le partage, l'estime mutuelle et plus globalement reposer sur le paradigme de la coopération.
Pour Christian Felber, l'avènement souhaitable et nécessaire de l'économie citoyenne constitue un véritable projet de société, tant ses fondements impliquent de rompre avec l'imaginaire capitaliste, qui exalte quant à lui l'égoïsme, le profit, l'exploitation d'autrui, la concurrence et repose sur le paradigme de la compétition généralisée.
Cette "transformation" économique majeure implique de repenser les composantes fondamentales de la nature humaine : elle nécessite un approfondissement considérable de la démocratie et elle exige enfin de s'interroger en profondeur sur le sens de la propriété individuelle ainsi que sur les limites qu'il convient de lui fixer dans une optique de justice sociale.

## Limites du concept
Comme le « développement durable » ou la « responsabilité sociétale », l'expression « entreprise citoyenne », employée de manière abusive dans les chartes et autres déclarations de bonne conduite des entreprises, risque de paraître appartenir à la catégorie du « vocabulaire pompeux » et relever de la manipulation mentale, comme le regrette Bernard Salengro.
Selon Corinne Gendron, cette construction métaphorique contribuerait, en outre, à la formation d’une « utopie économique » qui transforme la représentation traditionnelle de l’entreprise dans nos sociétés démocratiques. Selon l’auteure, loin d’être cantonnée à un rôle économique et social, celle-ci se voit désormais assigner un rôle politique, formel et légitime, au risque d’une transgression critiquable de la frontière traditionnelle entre monde économique et politique.
Le concept d’entreprise citoyenne véhiculerait également une vision unique, réifiée et même anthropomorphisée de l’entreprise par l’emploi d’un registre normatif et la référence au comportement vertueux du bon citoyen ayant des droits et des devoirs.[pas clair]